# Thoracochaeta palpebris
Thoracochaeta palpebris är en tvåvingeart som beskrevs av Miguel Carles-Tolrá 1994.
Thoracochaeta palpebris ingår i släktet Thoracochaeta och familjen hoppflugor. Inga underarter finns listade i Catalogue of Life.